# Garaeus albipuncta
Garaeus albipuncta là một loài bướm đêm trong họ Geometridae.